# Салицоле
Салицоле (итал. Salizzole) је насеље у Италији у округу Верона, региону Венето.
Према процени из 2011. у насељу је живело 1653 становника. Насеље се налази на надморској висини од 20 м.

## Становништво
Према резултатима пописа становништва 2011. у општини је живело 3.745 становника.
| 1931. | 1936. | 1951. | 1961. | 1971. | 1981. | 1991. | 2001. | 2011. |
| ----- | ----- | ----- | ----- | ----- | ----- | ----- | ----- | ----- |
| 3.922 | 4.087 | 4.449 | 3.795 | 3.572 | 3.765 | 3.741 | 3.761 | 3.745 |